# Senado da Finlândia

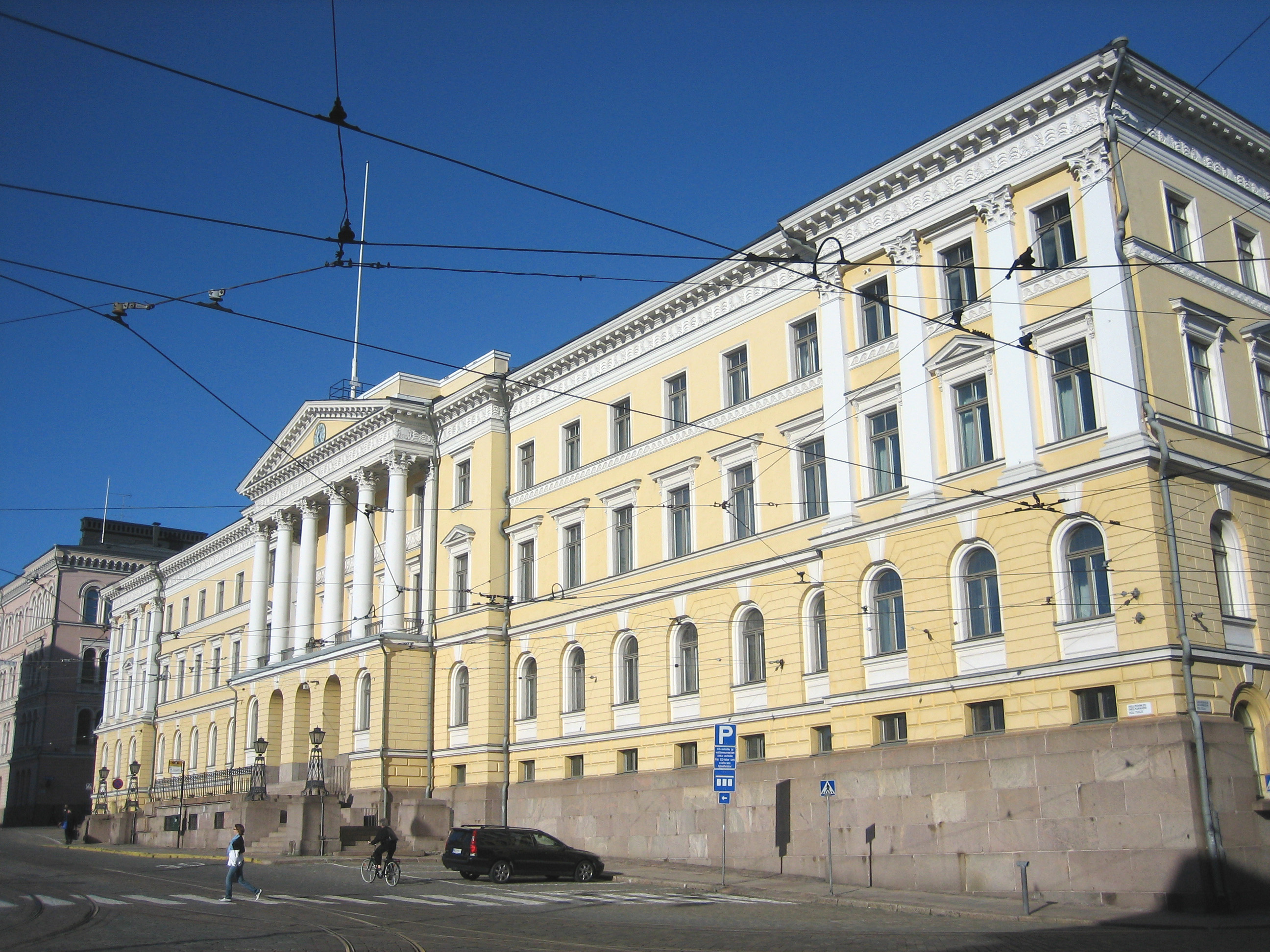
O Palácio do Governo da Finlândia

O senado da Finlândia possuía as funções de gabinete e de suprema corte no Grão-ducado da Finlândia, que existiu entre 1816 e 1917. O senado era dividido entre divisão econômica e divisão judicial. Devido à guerra civil, foi realocado para a cidade de Vaasa entre 29 de janeiro e 3 de maio de 1918.
Em 1918, o senado da Finlândia foi dissolvido. Sua divisão judicial tornou-se a Suprema Corte e sua divisão econômica tornou-se o Conselho de Estado.